# Astragalus pseudotomentellus
Astragalus pseudotomentellus är en ärtväxtart som beskrevs av Dieter Podlech. Astragalus pseudotomentellus ingår i släktet vedlar, och familjen ärtväxter. Inga underarter finns listade i Catalogue of Life.